# Adventure Time: Explore the Dungeon Because I Don't Know!
Adventure Time: Explore the Dungeon Because I Don't Know! is een computerspel ontwikkeld door WayForward Technologies en uitgegeven in Europa door Namco Bandai Games voor op Microsoft Windows, PlayStation 3, Xbox 360, Wii U en de Nintendo 3DS. Het is een vervolg op het spel Adventure Time: Hey Ice King! Why'd You Steal Our Garbage?!. Het spel heeft een co-op-modus voor vier spelers. Het spel is gebaseerd op de animatieserie Adventure Time.

## Verhaal
Het spel begint met Prinses Bubblegum die de speler vraagt om de Royal Dungeon onder het land Ooo te onderzoeken. Een aantal gevangenen zijn ontsnapt uit de gevangenis, terwijl dat niet mogelijk zou moeten zijn. Dus vraagt de prinses de speler om te ontdekken hoe deze gevangenen zijn ontsnapt, omdat "I don't know". Het spel leidt tot een punt waar de speler in een gevecht raakt met een grote roze blob, wat de ouders van prinses Bubblegum blijken te zijn.
Ongeveer duizend jaar geleden werd de prinses gemaakt in de blob, waarna ze werd afgestoten. Daardoor groeide ze onafhankelijk van haar ouders op, waarna ze een prinses werd. Ze hield haar ouders in de kerker, maar door de jaren heen zijn zij in omvang toegenomen en zijn ze begonnen met gevangenen bevrijden. Hierop vraagt de Ice King hoe oud de prinses eigenlijk is, waarop ze antwoordt dat ze 827 jaar oud is. Het verhaal eindigt met de blob die zich opsplitst in kleinere delen, waarvan eentje de prinses op haar wang kust.